# Гіндукуш

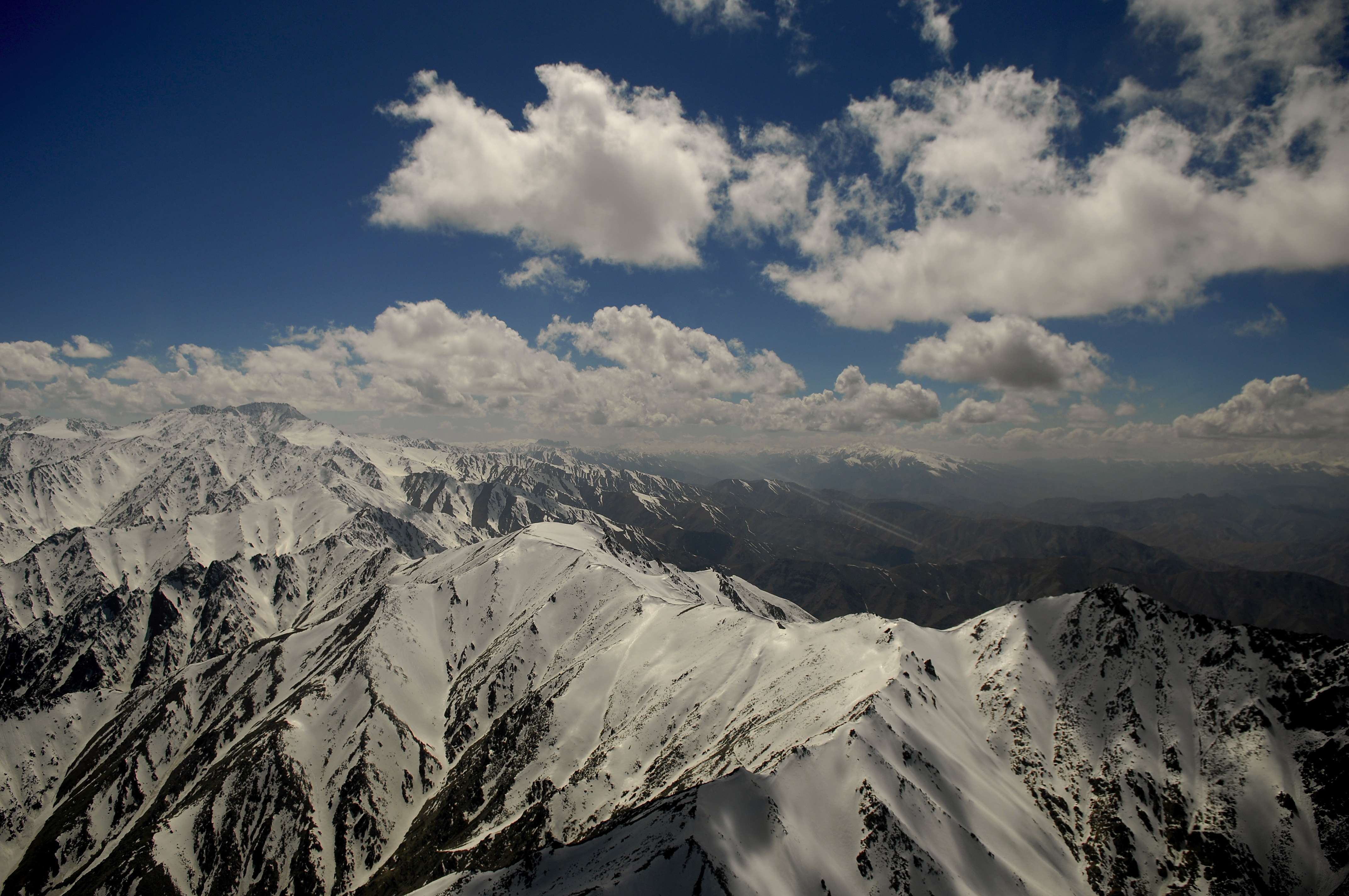
Гіндукуш

Гіндукуш (пушту هندوکش) — гори в Афганістані, Пакистані та Індії, від Гімалаїв відділені долиною Інду; довжина 800 км, ширина до 350 км. Висота до 7708 м (Тіричмір).
Гіндукуш простягається з південного заходу на північний схід, утворюючи вододіл між басейнами річок Аму-Дар'я, Інд та Гільменд.
Гори сформувалися в процесі альпійської складчастості, укладені древніми метаморфічними породами (сланці, граніти, вапняки та ін.), а також осадовими товщами мезокайнозою. Площа льодовиків бл. 6200 км².
Основні хребти — Баба, Пагман.
Західне продовження Гіндукуш — гори Паропаміз.
Клімат континентальний, сухий (сухі степи).